# Virgil Swann
Dr. Virgil Swann era un personaje ficticio de la serie de televisión estadounidense Smallville. Era un científico brillante y rico dedicado a la comunicación con otros planetas, y miembro fundador de Veritas.

## Personalidad
Virgil era muy brillante, muy especialmente con las matemáticas y la ciencia, y era extremadamente amable y fuerte de espíritu, valiente y siempre mantuvo su palabra con la gente, especialmente con Clark Kent, quien aseguró que su secreto nunca dejaría su cargo. Él era un gran padre.

## Historia
El trabajo del Dr. Swann se centró en la astronomía y la comunicación por satélite. En 1965, se reunió con Genevieve Teague para ayudar a sus descifrar extraños, sus sueños recurrentes. Dr. Swann también se comparte con Genevieve la teoría de que los meteoritos pueden contener transmisiones, así como su intención de grabar y traducir los "mensajes de las estrellas." 
En 1977, el Dr. Swann era considerado un astrónomo superior y pionera en el campo de la comunicación por satélite, pero en la época de la primera lluvia de meteoritos que afectó a Smallville, donó sus millones y se convirtió en un recluso, dedicando su vida al estudio de la vida en otro planetas. En concreto, su mayor cuerpo de estudio fue el planeta Krypton.
Un astrónomo con sede en Manhattan, el Dr. Swann dedicado una buena parte de su vida al estudio de los cielos y la búsqueda de vida fuera de la Tierra. En 1978, fue elegido como el Hombre de Time Magazine del Año para 1977. 
Un pionero en el campo de las comunicaciones globales, el Dr. Swann utilizó sus satélites SWANNSTAR para explorar la comunicación extraterrestre. Él donó una porción mayor de las ganancias de su compañía hacia el programa espacial de los EE.UU., ya cambio se le dio un acceso sin precedentes a los resultados de extraterrestres.
Dr. Swann era un tetrapléjico, dependiendo de una serie de dispositivos respiratorios y de movilidad para sobrevivir y moverse. Una vez tuvo una relación con la Dra. Bridgette Crosby. 
En algún momento, tuvo una hija, Patricia Swann.
En 1989, el Dr. Swann interceptado una transmisión enviada desde Krypton antes de su explosión, y fue sólo después de muchos años de trabajo de que era capaz de determinar exactamente qué y quién había acompañado esa transmisión. Durante años, había tratado de descifrar el mensaje, y descubrió que contenía una clave matemática, lo que le permitió traducirla como: "Este es Kal-El de Krypton, nuestro hijo pequeño, nuestra última esperanza Por favor, protegerlo y alejarlo del mal. Estaremos contigo Kal-El, todos los días de tu vida."
Dr. Swann llevaba un diario que contiene símbolos kryptonianos junto con sus propias notas sobre Veritas y el viajero. Más tarde se reveló que el Dr. Swann dejó la revista a su hija, Patricia.

### La sociedad con Veritas
Sobre la base de su creencia de que uno puede recibir mensajes desde el espacio exterior, el Dr. Swann formaron una teoría de que un "Traveler" iba a venir a la Tierra, y fundó una sociedad secreta para las familias fuertes llamados para estudiar y esperar a que el Traveler. El grupo incluyó a Lionel Luthor, Genevieve Teague y Edward, Robert y Laura Queen, y Bridgette Crosby. Tuvieron reuniones en la mansión de Swann en 1987, en la que discutieron el propósito del grupo y su función en la vida del viajero.
Algunos miembros creían en la protección del viajero, mientras que otros estaban preocupados por el control de él y, posiblemente, la defensa de la Tierra contra. Al parecer, el Dr. Swann punto de vista fue cauto pero de mente abierta, parecía creer que los mensajes apuntaban a una amenaza o invasión, pero en realidad cumplir con el propio viajero, decidió proteger a él ya su secreto Él incluso. empresas fundadas como el STAR Laboratorios con el fin de ayudar al viajero conocer más acerca de sí mismo y del mundo que le rodea.

## Smallville

### Segunda temporada
En 2003, el Dr. Swann vió la cobertura en el Antorcha de Smallville de un símbolo misterioso grabado a fuego sobre un granero de una granja de Kansas perteneciente a Jonathan y Martha Kent. El lo reconoce como un símbolo kryptoniano, posteriormente descubre que los Kent tenían un hijo adoptado. El Dr. Swann contactó a Clark Kent rastreando a la fotógrafa, Chloe Sullivan, luego a través de una serie de e-mails y mensajes de texto, convenció al muchacho de visitar su observatorio en Manhattan.
Cuando Clark fue a verlo, el Dr. Swann le reveló la verdad acerca de sus orígenes. reprodujo el mensaje que había interceptado y le explicó que el planeta Krypton ya no era visible en el cielo nocturno, y compartió con Clark su especulación de que Krypton había sido destruido. Aunque Clark se mostró reacio a aprender más sobre sus orígenes extraterrestres, el Dr. Swann le dijo que iba a proteger su secreto

### Tercera temporada
Un año más tarde, el Dr. Swann recibió la visita de Lionel Luthor, quien ofreció la conservación de las Cuevas Kawatche a cambio de una traducción de los símbolos. Él mintió y le dijo a Lionel que no podía traducir los símbolos. Lionel explicó sobre disco octagonal de Clark, y le pidió al Dr. Swann hablar con Clark en su nombre. Dr. Swann se negó, pero sabía que Lionel estaba muriendo. Cuando Lionel admitió que él estaba dispuesto a aceptar el riesgo de colocar la llave en la cerradura, el Dr. Swann llegaron a un acuerdo.
Cuando Clark se enteró de la participación del Dr. Swann con Lionel y se enfrentó a él, el Dr. Swann, expresó su decepción por el comportamiento de Clark desde que se le informaba de sus orígenes kryptonianos, diciendo que él sólo le informó de sus orígenes porque pensaba que estaba listo, sobre el tema de Lionel, que afirmaba estar trabajando en el mejor interés de Clark. También fue capaz de dar a conocer un nuevo mensaje que no se originó en el espacio, pero desde la Tierra: ". Estoy esperando" Sin embargo, él le dice a Clark que él cree que este mensaje no era para él. Cuando Jonathan Kent llevó el disco a las Cuevas Kawatche, que inexplicablemente se combinó en la pared de la cueva después de que se cayó de su bolsillo durante una pelea con Lionel Luthor y se obtuvo de alguna manera por el Dr. Swann.

### Cuarta temporada
Casi tres meses después, el Dr. Swann envió a la Doctora Bridgette Crosby a Smallville para ayudar a Martha Kent, a que Clark quede libre de su alter-ego de Krypton, Kal-El, con el uso de la primera muestra de kryptonita negra.
Antes de su muerte unos meses más tarde, el Dr. Swann devolvió la llave a Clark junto con una carta avisándole a buscar a su padre biológico kryptoniano Jor-El y le dice que tiene que crear su propio destino.

### Séptima temporada
Se revela que el Dr. Swann había formado el grupo secreto Veritas porque querían buscar vida extraterrestre, logrando definir que algún día llegaría un viajero, a quién todos sus miembros protegerían. Se puso de manifiesto que tanto Patricia Swann y Edward Teague creían que Lionel Luthor esperaba encontrar al viajero para su propio beneficio, lograr controlarlo, aprovecharse de él y todo lo que trajera consigo. Un tiempo después se supo que el matrimonio Queen había desaparecido y fallecido en el mismo periodo que Virgil Swann tuvo un "accidente" que lo dejó tetraplégico. 
Después de vivir una experiencia cercana a la muerte, supuestamente Luthor cambió su mentalidad, y lo demostró yendo a Nueva York a ver a su antiguo camarada y pedirle disculpas por todo lo sucedido en las reuniones de Veritas y asumiendo que sí buscó a "el viajero" por su cuenta, pero diciéndole que lo había hecho a manera de protección para sus primeros días, y después llevarlo a la fundación. El doctor Swann no creyó en la excusa del dueño de Luthorcorp y se lo hizo saber. Swann murió algunos días después.  

### Novena temporada
Cuando Oliver estaba mirando la caja de la escuela secundaria de su padre encontró una hoja extraña, esta tenía un dibujo y la información sobre el Libro de Rao.